# Watsonarctia lutea
Watsonarctia lutea là một loài bướm đêm thuộc phân họ Arctiinae, họ Erebidae.